# Недо Наді
Недо Наді  (італ. Nedo Nadi; нар. 9 червня 1894, Ліворно — пом. 29 січня 1940, Рим) — італійський фехтувальник, олімпійський чемпіон.

## Виступи на Олімпіадах
| Олімпіада      | Дисципліна       | Місце |
| -------------- | ---------------- | ----- |
| Стокгольм 1912 | рапіра, особисті | 1     |
| Стокгольм 1912 | шабля, особисті  | 5     |
| Стокгольм 1912 | шабля, командні  | 5T    |
| Антверпен 1920 | рапіра, особисті | 1     |
| Антверпен 1920 | рапіра, командні | 1     |
| Антверпен 1920 | шпага, командні  | 1     |
| Антверпен 1920 | шабля, особисті  | 1     |
| Антверпен 1920 | шабля, командні  | 1     |